# 작업 디렉토리
컴퓨터에서 작업 디렉토리(문화어: 작업등록부)는 계층화된 파일 시스템의 디렉토리이다. 보통 현재 위치의 디렉토리를 가리키는 낱말이다. 윈도 명령 줄 해석기를 포함하여, 대부분의 도스와 유닉스 명령 셸에서는 작업 디렉토리는 cd 또는 chdir 명령어를 사용하여 바꿀 수 있다.

## 운영 체제에서
대부분의 컴퓨터 파일 시스템에서 모든 디렉터리는 엔트리(일반적으로 "."라는 이름)를 가지고 있으며 이것은 디렉터리 그 자체를 지칭한다.
대부분의 도스와 유닉스 명령 셸뿐 아니라 마이크로소프트 윈도우 명령 줄 인터프리어 cmd.exe와 윈도우 파워셸의 경우 작업 디렉터리는 cd 또는 chdir 명령어를 사용하여 변경할 수 있다. 유닉스 셸에서는 pwd 명령을 입력하면 현재 작업 중인 디렉터리의 전체 경로 이름을 출력하며, 이와 동일한 도스와 윈도우의 명령은 인수 없이 cd를 입력하는 것이다. 유닉스/리눅스 셸에서의 환경 변수 PWD나 도스/윈도우 셸에서의 CD 또한 스크립트 안에서 사용하기 위해 설정되며 외부 프로그램의 실행이 불필요하다. 마이크로소프트 윈도우의 파일 바로 가기는 작업 디렉터리를 저장하는 기능이 포함되어 있다.

## 프로그래밍 언어에서
대부분의 프로그래밍 언어는 운영 체제의 파일 시스템 함수들에 대한 인터페이스를 제공하며, 여기에는 프로그램의 작업 디렉터리를 설정/변경할 수 있는 기능이 포함되어 있다.
C 언어에서 POSIX 함수 chdir()은 작업 디렉터리를 변경하는 시스템 호출에 영향을 미친다. 인수는 새로운 디렉터리에 대한 경로가 포함된 문자열 자료형이며 이 이릉믄 절대 경로일 수도 있고 기존에 존재하던 경로의 상대적인 경로일 수 있다. 사용이 가능한 곳에서 작업 디렉터리를 설정하기 위한 프로세스에 의해 호출이 가능하다.
다른 언어들에도 동일한 기능이 있다. 비주얼 베이직의 경우 CHDIR()로 보통 사용된다.
윈도우 API나 POSIX C 함수와 달리 자바 프로그래밍 언어나 자바 가상 머신은 chdir()를 직접적으로 지원하지 않는다. 한동안 변경 요청이 있어왔지만 2008년까지 이 요청은 거절되었고 제한된 지원만이 도입되었다.(처음에는 java.lang.Runtime에, 나중에는 java.lang.ProcessBuilder
에 영향을 줌)

## 같이 보기
- 홈 디렉토리
- 루트 디렉토리
- 부모 디렉토리